# Özay Fecht
Özay Fecht (* 1953 in Istanbul) ist eine deutsche Schauspielerin und Jazzsängerin.

## Leben
Fecht, ursprünglich Türkin, lebt seit 1971 in Berlin, wo sie einen Deutschen heiratete.
1980 unternahm sie ihre erste Tournee als Jazzsängerin und trat mit Wolf Mayer und anderen Musikern in zahlreichen Jazzclubs und Festivals auf. 1995 ist ihr mit der CD „Antiquated Love“ (zusammen mit David Murray und Chico Freeman) nicht nur in Europa, sondern auch in New York der Durchbruch als Jazzsängerin gelungen. Viele Konzerte bestreitet sie in Folge mit Amina Claudine Myers und Tom Nicholas. Sie gilt als typische Blues-Sängerin und überzeugt mit faszinierender Stimme und Ausdruckskraft. Als Schauspielerin ist Fecht seit 1993 im deutschen Fernsehen zu sehen. Schon 1986 hatte sie ihr Kinodebüt und wurde sogleich für die Hauptrolle in 40 qm Deutschland mit dem Deutschen Filmpreis als beste Schauspielerin geehrt.
Danach war sie in zahlreichen weiteren deutschen Spielfilmen zu sehen, zum Beispiel in dem dreifach mit dem Grimme-Preis prämierten Ich Chef, Du Turnschuh (1998) oder 2006 in dem als „bester Fernsehfilm des Jahres“ ausgezeichneten Meine verrückte türkische Hochzeit.

## Filmografie (Auswahl)
Filme:
- 1986: 40 qm Deutschland
- 1987: Aufbrüche
- 1989: Jenseits von Blau
- 1989: Der Rosengarten
- 1991: Pizza Colonia
- 1991: Happy Birthday, Türke!
- 1993: Das Blaue Exil
- 1996: Kriegsbilder
- 1996: Alles wegen Robert De Niro
- 1998: Ich Chef, Du Turnschuh
- 1999: Weites Meer
- 1999: Seelenschmerz
- 2000: Der Ausbruch
- 2000: Kanak Attack
- 2000: Auslandstournee
- 2004: Kismet
- 2006: Janjan
- 2006: Meine verrückte türkische Hochzeit
- 2009: Liebe verlernt man nicht
- 2011: Dreiviertelmond
- 2011: Eine Jugendliebe
- 2013: 300 Worte Deutsch
- 2016: Letzte Ausfahrt Gera – Acht Stunden mit Beate Zschäpe
- 2018: The Wild Pear Tree (Ahlat Ağacı)
- 2021: Die Welt wird eine andere sein
- 2025: Kein Tier. So Wild.

Fernsehserien:
- 1980: Drei Damen vom Grill (Episode: Der Musterpatient)
- 1989: Praxis Bülowbogen
- 1993: Der Fahnder
- 1994: Frauenarzt Dr. Markus Merthin
- 1996: Mona M. – Mit den Waffen einer Frau
- 1995–1996: Wolffs Revier
- 1996: Die Drei
- 1996: Tatort: Aida
- 1998: Ärzte
- 2001: Denninger
- 2003: Kasabanin incisi
- 2004: Blond: Eva Blond!
- 2005: Abschnitt 40
- 2006: Bis in die Spitzen
- 2012: Engrenages (5 Folgen)
- 2015: Letzte Spur Berlin
- 2015: Mila
- seit 2019: Alarm für Cobra 11 – Die Autobahnpolizei
- 2020: Die Drei von der Müllabfuhr – Mission Zukunft
- 2021: Tatort: Die dritte Haut
- 2021: SOKO Leipzig (Folge: Auf Sand gebaut)

## Diskografie
- 1985: No More
- 1988: Moves mit Doug Hammond
- 1991: Man I Love mit Joachim Kühn
- 1995: Antiquated Love